# Aglaia villamilii
Aglaia villamilii är en tvåhjärtbladig växtart som beskrevs av Elmer Drew Merrill. Aglaia villamilii ingår i släktet Aglaia och familjen Meliaceae. Inga underarter finns listade i Catalogue of Life.